# Who Am I: Kein System ist sicher
Pour plus de détails, voir Fiche technique et Distribution.
Who Am I - Kein System ist sicher (« Qui suis-je - Aucun système n'est sûr ») est un thriller allemand coécrit et réalisé par Baran bo Odar, sorti en 2014. 
Il a été filmé à Berlin et Rostock.

## Synopsis
Benjamin Engel, un pirate informatique de Berlin, est assis dans une salle d'interrogatoire. L'officier en charge dit à Hanne Lindberg, chef de la division Cyber d’Europol, que Benjamin avait demandé à subir l’interrogatoire. Benjamin affirme avoir des informations sur FRI3NDS, un groupe de pirate informatique notoire de quatre membres connecté à la cyber-mafia russe, et sur MRX, une figure célèbre sur le Darknet. II réclame l'attention de Hanne avant de dévoiler ses informations.
Benjamin explique à Hanne sa ressemblance avec les super héros auquel il aurait voulu ressembler : comme beaucoup de héros, lui aussi n'a pas de parents; il n'a jamais rencontré son père, qui a abandonné la famille à la naissance de Benjamin et sa mère s'est suicidée à l'âge de 8 ans. Il vit seul avec sa grand-mère malade. Il considère son "super pouvoir" comme l'invisibilité, car il n'a jamais été remarqué par la plupart des gens durant son enfance à cause de sa maladresse sociale. Il dit avoir appris la programmation et piraté son premier système à l'âge de 14 ans. Même s'il se sentait comme un perdant dans la vie réelle, il ressentait un sentiment d'appartenance sur Internet. En passant le plus clair de son temps sur Darknet, il en vient à idolâtrer MRX, dont personne ne connaît l'identité et qui peut pirater n'importe quel système. 
Il raconte à Hanne que, un soir, alors qu'il livrait des pizzas à un groupe d'étudiants, il avait vu Marie, une fille avec qui il était amoureux depuis ses années d'école. En l'entendant avoir des problèmes avec les examens, il décida de l'aider et de devenir un "super-héros". Il est allé à l'université, a piraté ses serveurs pour télécharger les questions de l'examen, mais il a été arrêté par un agent de sécurité. N'ayant aucun casier judiciaire, il a été condamné de faire du service communautaire.
Il raconte à Hanne que, alors qu'il travaillait à nettoyer les rues, il rencontra Max, un autre pirate informatique, qui, selon Benjamin, était le contraire de lui-même. un individu charismatique, arrogant et confiant. Plus tard, Max l'avait présenté à ses collègues, Stephan et Paul. Après que Benjamin ait fait ses preuves en tant que pirate informatique, ils décident de former un groupe de piratage, appelé "Clowns Laughing At You", ou CLAY, et ils utilisent la maison de Benjamin comme base d'opérations. Ils causent un chaos général autour de Berlin sous forme de blague, devenant populaire autour des médias sociaux. Cependant, MRX, avec qui Max est obsédé, se moque d'eux. Furieux, Max veut accomplir un exploit de piratage plus ambitieux, et Benjamin suggère de pirater le bâtiment principal du BND (service central de renseignement allemand). Impressionné par ce projet, le groupe décide de pirater le BND afin d'impressionner le MRX.
Utilisant la plongée dans les poubelles et l'hameçonnage pour accéder au bâtiment BND, ils parviennent à pirater les serveurs internes et les imprimantes pour imprimer leur slogan "NO SYSTEM IS SAFE" tout autour du bâtiment, impressionnant MRX. Benjamin, dans l'espoir d'impressioner son idole, contacte secrètement MRX, lui offrant des informations précieuses; une base de données des serveurs privés de BND, dans laquelle il a piraté alors qu'il se trouvait dans le bâtiment BND. Le lendemain, le groupe apprend qu'un des membres de FRI3NDS, surnommé Krypton, a été assassiné. Benjamin admet qu'il a transmis les informations du BND à MRX et, après les avoir vérifiées, qu'il a identifié Krypton comme un agent double travaillant avec Hanne pour exposer MRX et FRI3NDS, et CLAY est désormais qualifié de groupe terroriste pour le piratage des informations. .
Cherchant à effacer disparaître, Benjamin contacte MRX, qui lui demande de pirater la base de données Europol en échange de l'identité de MRX, en leur fournissant un outil de piratage. Après avoir dissous leurs disques durs dans l'acide pour effacer les données, ils se rendent au siège d'Europol à La Haye pour tenter de s'introduire, mais il est impossible de trouver un moyen d'entrer: ils jettent leurs ordures dans un bâtiment sécurisé, les égouts sont verrouillés et les tentatives d'hameçonnage ont échoué. Cependant, alors qu'il inspecte le bâtiment, Benjamin remarque un groupe de stagiaire en visite et l'un d'entre eux laisse tomber sa carte de visiteur. Suivant les conseils de Max concernant l'ingénierie sociale, Benjamin parvient à accéder au bâtiment en trompant un gardien et y installe un dispositif de piratage. Il pirate ensuite les serveurs internes d'Europol et fournit une entrée à MRX; secrètement codé à l'intérieur d'un double cheval de Troie afin que MRX soit exposé lorsqu'il tentera d'accéder. Cependant, MRX, prévoyant cela, prend un instantané de Benjamin via sa webcam, exposant sa véritable identité. Benjamin est obligé de fuir lorsqu'un groupe de gangsters russes le trouve et leur échappe de justesse après une course poursuite dans le métro.
Benjamin retourne à l'hôtel où il résidait avec le trio, seulement pour trouver leurs cadavres. N'ayant pas d'autre choix et sachant que FRI3NDS le tuerait s'il ne se rendait pas, il a décidé de se rendre à Hanne, prouvant qu'il était sérieux après avoir déclaré qu'il avait piraté son profil et acquis des informations personnelles à son sujet. Hanne, qui a été suspendue pour son incapacité à les capturer et cherche désespérément à appréhender FRI3NDS et MRX, accepte d'inscrire Benjamin dans un programme de protection des témoins en échange de sa capture; Benjamin se connecte en tant que MRX lui-même et propage des mensonges sur le fait que MRX est un mouchard, forçant le vrai MRX à se frayer un chemin vers les serveurs Darknet avec des méthodes peu sûres, permettant ainsi à Benjamin de l'exposer.
Cependant, après avoir accepté de donner à Benjamin le programme d'échange de témoins, Hanne remarque une blessure dans la paume de sa main similaire à celle que Max était censé avoir reçu dans le récit des événements fait par Benjamin et réalise que CLAY n'est composé que d'une seule personne : Benjamin lui même. Affligée, elle se rend chez le médecin de Benjamin, qui déclare que sa mère souffrait d'un trouble de la personnalité multiple et s'était suicidée, en apprenant qu'il pouvait être génétiquement transmis. Hanne confronte Benjamin, victime d'une crise émotionnelle, car les personnes atteintes de troubles mentaux ne peuvent bénéficier du programme de protection de témoins. Cependant, Hanne change d'avis et le laisse pirater le programme pour disparaître. Hanne, laissant Benjamin dans la ville, déclare l'avoir laissé partir parce qu'il veut vraiment rester invisible et le laisser partir à condition qu'il ne pirate plus jamais.
Benjamin, maintenant coiffé de cheveux blonds, est seul sur un ferry Scandlines qui se dirige vers le nord. Cependant, il est soudainement rejoint par Marie, Max, Stephan et Paul. Dans la narration, Benjamin déclare qu'il a réalisé "le plus grand piratage d'ingénierie sociale" de tous les temps; la scène revient à Benjamin rentrant à l'hôtel, retrouvant son groupe en vie et en bonne santé; il leur demande de fuir puisque le MRX connaît son identité, mais ils refusent de le laisser derrière. Après que Marie les ait visités et confirmée que les sujets atteints de maladie mentale ne peuvent obtenir la protection des témoins, ils élaborent un plan pour que Benjamin se rende à Hanne et dicte l'histoire en donnant délibérément des trous à l'intrigue qu'elle décèdera probablement, puis en utilisant son chagrin pour lui afin de lui donner accès au programme de protection des témoins, et lui piquer la main avec un clou pour que l'histoire paraisse véridique. Dans la salle des serveurs, il a été révélé que Benjamin n'avait pas changé d'identité, il l'avait complètement effacée. Benjamin déclare que Hanne finira par se rendre compte de son mensonge, mais elle ne le poursuivra pas car elle a obtenu ce qu'elle voulait. En effet, lors d'une conférence de presse annonçant la défaite de FRI3NDS et de MRX, Hanne, ayant une épiphanie, sourit alors qu'elle réalise la vérité.

## Fiche technique
- Titre original : Who Am I - Kein System ist sicher
- Titre français : Qui je suis? Aucun système n'est sûr.
- Titre québécois :
- Réalisation : Baran bo Odar
- Scénario : Jantje Friese et Baran bo Odar
- Direction artistique : Silke Buhr
- Décors :
- Costumes : Ramona Klinikowski
- Photographie : Nikolaus Summerer
- Son :
- Montage : Robert Rzesacz
- Musique : Michael Kamm
- Production : Quirin Berg et Max Wiedemann
- Sociétés de production :
- Distribution : Sony Pictures Entertainment  (Allemagne)
- Budget :
- Pays d'origine : Allemagne
- Langue : Allemand
- Format : Couleur
- Genre : Thriller
- Durée : 105 minutes
- Dates de sortie :
  -  Canada : 6 septembre 2014 (festival international du film de Toronto 2014)
  -  Allemagne : 25 septembre 2014

## Distribution
- Tom Schilling : Benjamin
- Elyas M'Barek : Max
- Wotan Wilke Möhring : Stephan
- Antoine Monot Jr. : Paul
- Hannah Herzsprung : Marie
- Trine Dyrholm : Hanne Lindberg
- Stephan Kampwirth : Martin Bohmer

## Distinctions

### Sélections
- Festival international du film de Toronto 2014 : sélection « Contemporary World Cinema »